# Sebber Sund
Sebber Sund är ett sund i Limfjorden i Danmark. Sundet ligger mellan de två fjorddelarna Halkær Bredning och Nibe Bredning. Det ligger i Ålborgs kommun i Region Nordjylland, i den norra delen av landet, 230 km nordväst om Köpenhamn.
Vid sundet ligger byn Sebbersund.